# Lavateri
Lavateri ist ein osttimoresischer Suco im Verwaltungsamt Baguia (Gemeinde Baucau).

## Geographie
Vor der Gebietsreform 2015 hatte Lavateri eine Fläche von 21,25 km². Nun sind es 20,28 km². Der Suco liegt im Nordwesten des Verwaltungsamts Baguia. Südlich liegen die Sucos Samalari und Defawasi. Im Westen grenzt Lavateri an das Verwaltungsamt Quelicai Antigo mit seinem Suco Namanei und im Nordwesten an das Verwaltungsamt Laga mit seinen Sucos Tequinaumata und Atelari. Im Nordosten folgt der Fluss Gomilafo einem Teil der Grenze zum Suco Atelari. Der Fluss gehört zum System des Dasidara. Im Südosten entspringt der Fluss Iraosso, ein Quellfluss des Irebere.
Nah der Grenze zu Defawasi führt die Überlandstraße, die die Orte Baucau und Baguia miteinander verbindet. An ihr liegen die Orte Ledana (Ledena), Fanalolo (Fanulolo) und Onortibalari. Hier gibt es auch eine medizinische Station und eine Grundschule, die Escola Primaria Lavateri.
Im Suco befinden sich die fünf Aldeias Fanalolo, Ledana, Onortibalari, Osso Issi Lari und Uabubo.

## Einwohner
Im Suco leben 1.657 Einwohner (2022), davon sind 846 Männer und 811 Frauen. Im Suco gibt es 292 Haushalte. Über 95 % der Einwohner geben Makasae als ihre Muttersprache an. Die restliche Bevölkerung spricht Tetum Prasa.

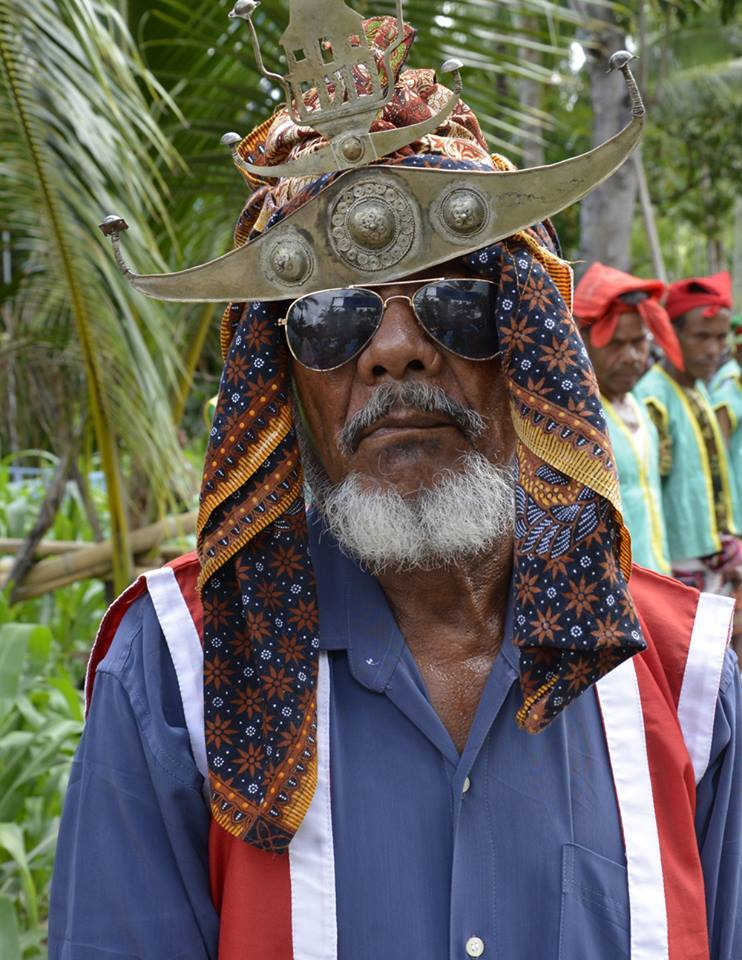
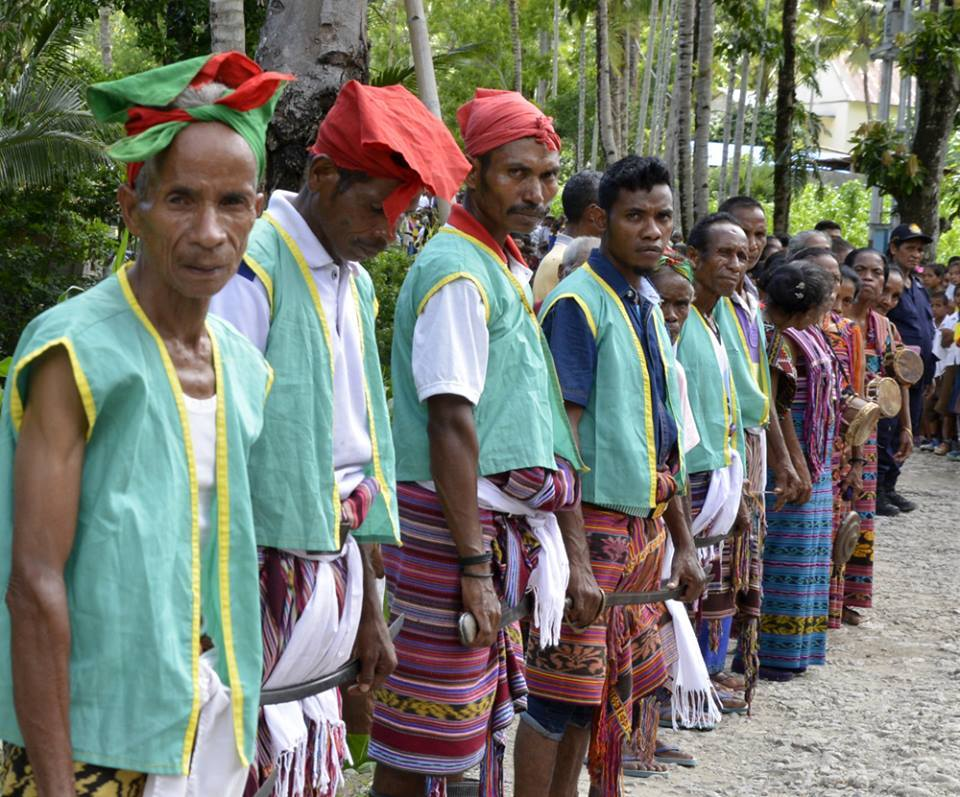

## Geschichte
1976 siedelten sich Flüchtlinge vor der indonesischen Invasion in der Region an. Als die Kämpfe auch Lavateri erreichten flohen sie weiter zum Matebian. Ende 1979 gab es in Ledana indonesische Lager für Osttimoresen, die zur besseren Kontrolle von den Besatzern umgesiedelt werden sollten.

## Politik

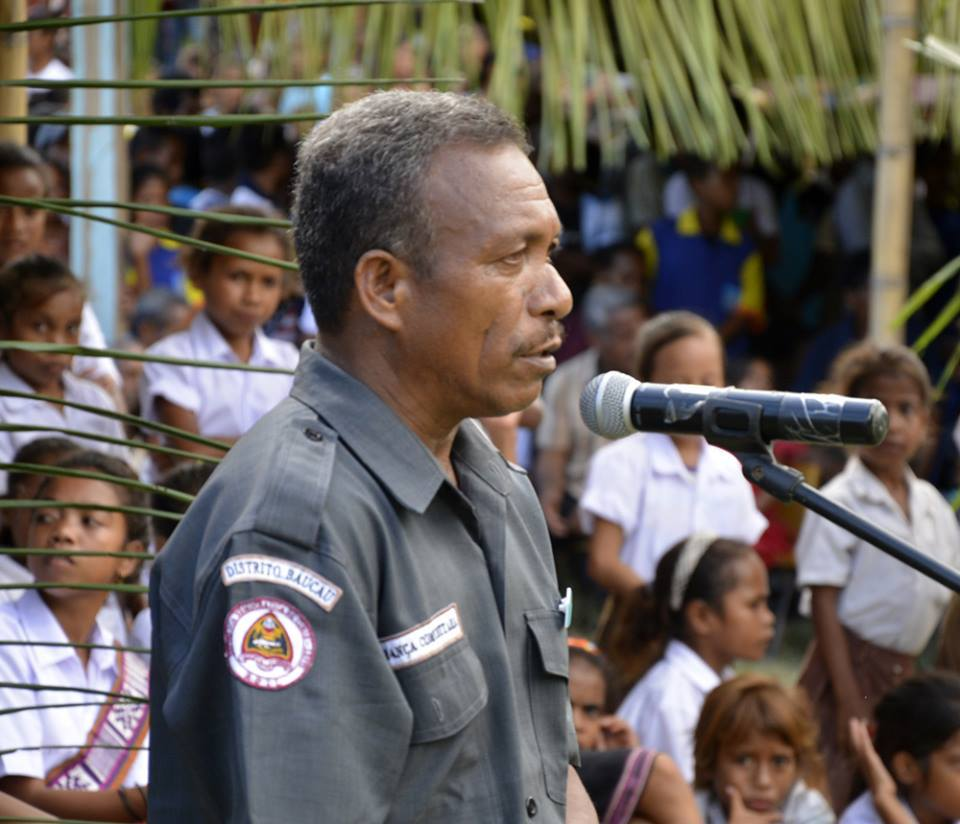
Mateus Pereira de Brito (2016)

Bei den Wahlen von 2004/2005 wurde Julião Viana zum Chefe de Suco gewählt. Bei den Wahlen 2009 gewann Mateus Pereira de Brito, 2016 Geraldo de Viana Soares und 2023 Domingos da Costa Pereira.
2023 wurden zum Chefe de Aldeias gewählt: Bernardino do Rosario Pereira (Fanalolo), João de Aquino Viana (Ledana), Martinho Pereira (Onortibalari), Flaviano dos Reis Soares (Osso Issi Lari) und Norberto de Paulo Brito (Uabubo).